# Gora Javorskogo
Gora Javorskogo är ett berg i Antarktis. Det ligger i Östantarktis. Australien gör anspråk på området. Toppen på Gora Javorskogo är 1 504 meter över havet.
Terrängen runt Gora Javorskogo är platt åt sydväst, men åt nordost är den kuperad. Trakten är obefolkad. Det finns inga samhällen i närheten.